# Факундо (книга)
«Цивилизация и варварство. Жизнеописание Хуана Факундо Кироги, а также физический облик, обычаи и нравы Аргентинской республики» (исп. Civilización y barbarie. Vida de Juan Facundo Quiroga y aspecto físico, costumbres y hábitos de la República Argentina) — книга аргентинского писателя Доминго Фаустино Сармьенто, опубликованная в 1845 году. Исследование латиноамериканской культуры, написанное с позиций позитивизма и рассказывающее, в частности, о феномене каудилизма.

## Содержание
Книга рассказывает о бурном периоде в истории Аргентины, который наступил вскоре после обретения страной независимости. Началась борьба между унитариями и федералистами, в которой на авансцену вышли сначала Факундо Кирога, а потом Хуан Мануэль де Росас — каудильо, готовые на всё ради власти.

## Восприятие и значение
Исследователи констатируют, что книга Сармьенто стоит у истоков аргентинской литературы. Она повлияла и на писателей из ряда других латиноамериканских стран.